# Las nubes
Las nubes (en griego clásico Νεφέλαι Nephelai, latín Nubes) es una comedia temprana dentro de la obra del autor ateniense Aristófanes. En ella se hace una fuerte crítica de los sofistas y sus enseñanzas, y no faltan los temas y personajes de moda de la Atenas de finales del siglo V a. C. La obra también es destacable por ser la referencia histórica más antigua sobre la figura de Sócrates.

## Representación
Las nubes fue representada por mujeres desnudas (detalle que se supone que fue la primera vez que se dio en escena en Atenas) el año 423 a. C. Aristófanes no logró ganar en primer lugar, y quedó el tercero en las Dionisias. Aristófanes no resignó a no quedar como ganador. Por lo mismo, reescribió entre los años 420 y 417 el texto de Las nubes, y esa es la versión que se conserva en la actualidad. Esto se sabe porque, en la misma comedia, el coro exhorta a los espectadores reprochándoles el haber perdido. Aristófanes la consideraba la obra más fina de entre sus comedias. En Las nubes, aparece la primera referencia histórica sobre Sócrates, que es presentado como un sofista.

## Argumento de la obra
La obra trata de un padre, Estrepsíades (Στρεψιάδης), y su hijo Fidípides (Φειδιππίδης). Fidípides es un joven fanático de la hípica y los caballos, cuya diversión le sale bastante cara a su padre, que ha contraído una serie de deudas por su amor a los caballos.
Su padre va directo a la ruina y no tiene interés en pagarle a los acreedores y para eso idea un plan que lo sacará de problemas: Mandará a su hijo a estudiar al Pensadero (φροντιστήριον, palabra inventada por Aristófanes), también traducido como Pensatorio, de Sócrates, que es una especie de escuela donde enseñan, por dinero o cosas de valor, los sofistas Sócrates y su amigo Querefonte (Χαιρεφῶν) las diversas disciplinas sofísticas y especialmente el argumento justo y el argumento injusto que lo sacarán de todas las deudas al poder ganar los juicios en su contra.
Fidípides se niega a ir y termina yendo Estrepsíades, que cuando se encuentra con los discípulos de Sócrates y Querefonte pregunta lo que hacen y mantiene después un diálogo con uno de ellos, durante el cual es presentado a Sócrates que es llamado "él mismo" (αὐτός) que está colgando de un cesto observando el cielo.
Tras ese episodio cómico Sócrates le habla del cielo y le demuestra que Zeus no existe y que las nubes también son diosas y muy importantes, y quien junta las nubes no es Zeus sino el "Torbellino" (Δῖνος). Después comienza un diálogo donde prueba a Estrepsíades hasta que aparecen las Nubes. Luego comienza un diálogo entre las Nubes y Estrepsíades y más tarde reaparece Sócrates que le enseña nuevas cosas, pero Estrepsíades es un hombre viejo y además rústico, así que olvida todo lo que aprende.
Las Nubes le dicen que vaya a buscar a su hijo por ser más joven y guapo así Estrepsíades lo convence para que aprenda los dos argumentos en un diálogo donde el hijo sostiene opiniones antiguas y el padre las opiniones nuevas. Después Sócrates le dice que este será enseñado por ambos argumentos, y gana el argumento injusto. Así Fidípides aprende el argumento injusto y su padre se lo lleva a casa. Luego llegan los prestamistas y Estrepsíades no les teme y dice que no le pagará confiando en su hijo que ganará gracias al argumento injusto. Luego su hijo, que fue corrompido, sale persiguiendo al padre para pegarle. Al final Estrepsíades junto a su esclavo toma venganza de Sócrates y le obliga a huir del pensatorio por haber incendiado el local.

## La visión de Sócrates y los sofistas
Aristófanes, como ateniense conservador, veía en la sofística un peligro, ya que según la opinión corrompía a la juventud. Así, éste situó a Sócrates dentro de los sofistas como uno de los representantes y haciendo converger en él no sólo el socratismo (Aristófanes en la obra habla de la aporía y una serie de referencias más acerca del venerable filósofo ateniense), sino también todas las artes sofísticas (retórica, astronomía, música, etc). Así nos presenta un Sócrates muy distinto del anciano justo y sabio de la Apología de Platón y de la de Jenofonte, y muy alejado de la crítica a los sofistas de otros diálogos platónicos como Protágoras, o de las Memorables de Jenofonte. En la historia de la filosofía y la tradición siempre han rechazado la imagen del Sócrates de Aristófanes. En la actualidad, en cambio, si bien no es aceptada del todo, se reconoce en esa imagen del astronomosofista que hay algo de cierto.[cita requerida]
En El banquete de Platón se encuentran Sócrates y Aristófanes, donde no tienen problemas para relacionarse el uno con el otro, y así transcurren sin conflicto.
La obra cumple su propósito de mostrar cómo la juventud es corrompida por los sofistas, aunque la víctima fue Sócrates, que fue ridiculizado por el comediógrafo y su imagen deformada para parecer un sofista común para su época.